# Accademia Stauffer
L'Accademia Walter Stauffer è un'istituzione musicale italiana per l'alta formazione degli strumenti ad arco attiva a Cremona.  L'Accademia Stauffer rappresenta l'attività principale della Fondazione Stauffer che ne finanzia interamente i corsi e le borse di studio per gli studenti.
L'Accademia Stauffer è sorta a Cremona a supporto della tradizione di strumenti ad arco sorta dalla liuteria tradizionale cremonese che si è sviluppata dai tre grandi liutai italiani, tutti cremonesi: Andrea Amati (1505/10 - 1577), Antonio Stradivari (1643/49 - 1737) e Giuseppe Guarneri del Gesù (1698 - 1744). Alla tradizione costruttiva si affianca anche la tradizione compositiva musicale con rappresentanti come Claudio Monteverdi, che nacque e si formò a Cremona.

## Storia
Si costituisce a Cremona nel 1983 per volontà di due personalità di eccezione: Andrea Mosconi, già direttore artistico del Monteverdi Festival, curatore della collezione civica degli strumenti ad arco di Cremona, e Salvatore Accardo, uno dei più grandi violinisti italiani di tutti i tempi, primo italiano vincitore assoluto del concorso Paganini, instancabile musicista e didatta.
Per anni Mosconi aveva curato la collezione civica di violini e anche quella della Fondazione Stauffer, pertanto propose al presidente Giuseppe Gambaro di creare un'istituzione che offrisse corsi di perfezionamento ai musicisti già diplomati. Le attività iniziarono nell'autunno del 1985.
Alla base del progetto viene posta la necessità di preservare e promuovere la tradizione della scuola italiana degli strumenti ad arco, e il desiderio di dare il massimo supporto alla crescita artistica e alla formazione professionale dei giovani talenti della musica, provenienti dall'Italia e da tutto il mondo.
I corsi erano tenuti da quattro maestri per violino, viola, violoncello e contrabbasso:
- Salvatore Accardo, violino;
- Bruno Giuranna, viola;
- Rocco Filippini, violoncello;
- Franco Petracchi, contrabbasso;

Il 24 giugno 1986 si tenne il primo concerto eseguito dagli allievi dell'Accademia Stauffer a conclusione del corso di perfezionamento. Questo concerto darà inizio alla rassegna "Omaggio a Cremona" che si svolge ogni anno.
Nel corso di quasi 40 anni di attività, l'Accademia Stauffer ha formato innumerevoli vincitori di concorsi internazionali, solisti di chiara fama e professori d'orchestra, tra cui molte prime parti. Numerosi, inoltre, i gruppi di musica da camera formatisi all'Accademia e ora ricercati da festival e istituzioni concertistiche.
A partire dal 2010, a ulteriore supporto della musica da camera, l'Accademia Stauffer ha attivato un corso riservato ai quartetti d'archi, tenuto dal Quartetto di Cremona (Cristiano Gualco, Paolo Andreoli, Simone Gramaglia e Giovanni Scaglione)
Dal 2015, la cattedra di violoncello è affidata al Maestro Antonio Meneses.
Nel 2021 la Fondazione inaugura Palazzo Stauffer, una proprietà di oltre 2 000 metri quadri completamente ristrutturata e funzionale alla formazione musicale

## Corsi
Il regolamento dell'Accademia Stauffer definisce la finalità dei corsi per preparare gli strumentisti ad arco per l'esecuzione di musica d'insieme e repertorio solistico.
I corsi sono completamente gratuiti e vi possono accedere candidati, sia italiani che esteri, che non superino i 30 anni di età, in possesso di un diploma rilasciato da un Conservatorio o scuole similari. Ogni corso deve essere composto da almeno otto allievi italiani, e la selezione avviene attraverso un'audizione dei candidati alla presenza dei maestri, che ne valuteranno l'ammissione.
Le audizioni vengono svolte presso il Palazzo Stauffer, sede dell'Accademia Stauffer, su brani comunicati precedentemente ai candidati. I corsi durano circa sei mesi, con sessioni intensive obbligatorie tenute dai maestri e la disponibilità quotidiana delle sale prova dell'Accademia, e periodici concerti aperti al pubblico. Alla fine di ogni anno accademico viene rilasciato dai maestri un attestato di frequenza e in casi particolari un riconoscimento di merito. L'ammissione al successivo corso non viene richiesta agli allievi che hanno già frequentato positivamente un anno accademico.

### Docenti
- Salvatore Accardo, violino;
- Bruno Giuranna, viola;
- Franco Petracchi, contrabbasso;
- Antonio Meneses, violoncello;
- Quartetto di Cremona, musica da camera.

### Organizzazione dei corsi
I corsi sono organizzati secondo varie tipologie e gradi di perfezionamento.
- Corso di Alto Perfezionamento, corso orientato al perfezionamento di studenti già diplomati;
- Concertmaster Artist Programme, corso per il perfezionamento dedicato al ruolo di Primo Violino di spalla, il cui corpo docenti raccoglie le Spalle delle principali orchestre europee (tra le quali l'Orchestra dell'Accademia Nazionale di Santa Cecilia, le Orchestre del Teatro alla Scala e del Concertgebouw, la London Symphony Orchestra e molte altre);
- Masterclass, corso di approfondimento tenuto da maestri provenienti da orchestre internazionali;
- Creative Associates Program, corso di approfondimento sui repertori classici internazionali;
- Ensemble in Residenza, scambio musicale tra allievi e docenti di Yale School of Music e Royal College of Music;
- Stauffer Labs, dipartimenti creativi per la ricerca musicologica, la composizione, la liuteria, la produzione e l’innovazione musicali, il management artistico.